# Haplodiplosis marginata
Espèce
Haplodiplosis marginata (la cécidomyie des tiges du blé ou cécidomyie équestre) est une espèce d'insectes diptères de la famille des Cecidomyiidae, d'origine européenne.
Cet insecte est une cécidomyie galligène, inféodée aux plantes de la famille des Poaceae. C'est un ravageur sporadique de certaines céréales cultivées, en particulier le blé, l'orge, le seigle.

## Synonymes
Selon catalogue of Life :
- Diplosis equestris Wagner, 1871
- Haplodiplosis incerta Rubsaamen, 1926

## Distribution
L'aire de répartition de Haplodiplosis marginata comprend la quasi-totalité de l'Europe, y compris les îles Britanniques.